# Gązewnikowate
Gązewnikowate (Loranthaceae) – rodzina roślin z rzędu sandałowców licząca 77 rodzajów i ok. 950 gatunków. Centrum występowania przedstawicieli rodziny stanowi półkula południowa i strefa tropików. Najdalej na północ sięgają do Meksyku, Europy południowej i Japonii.

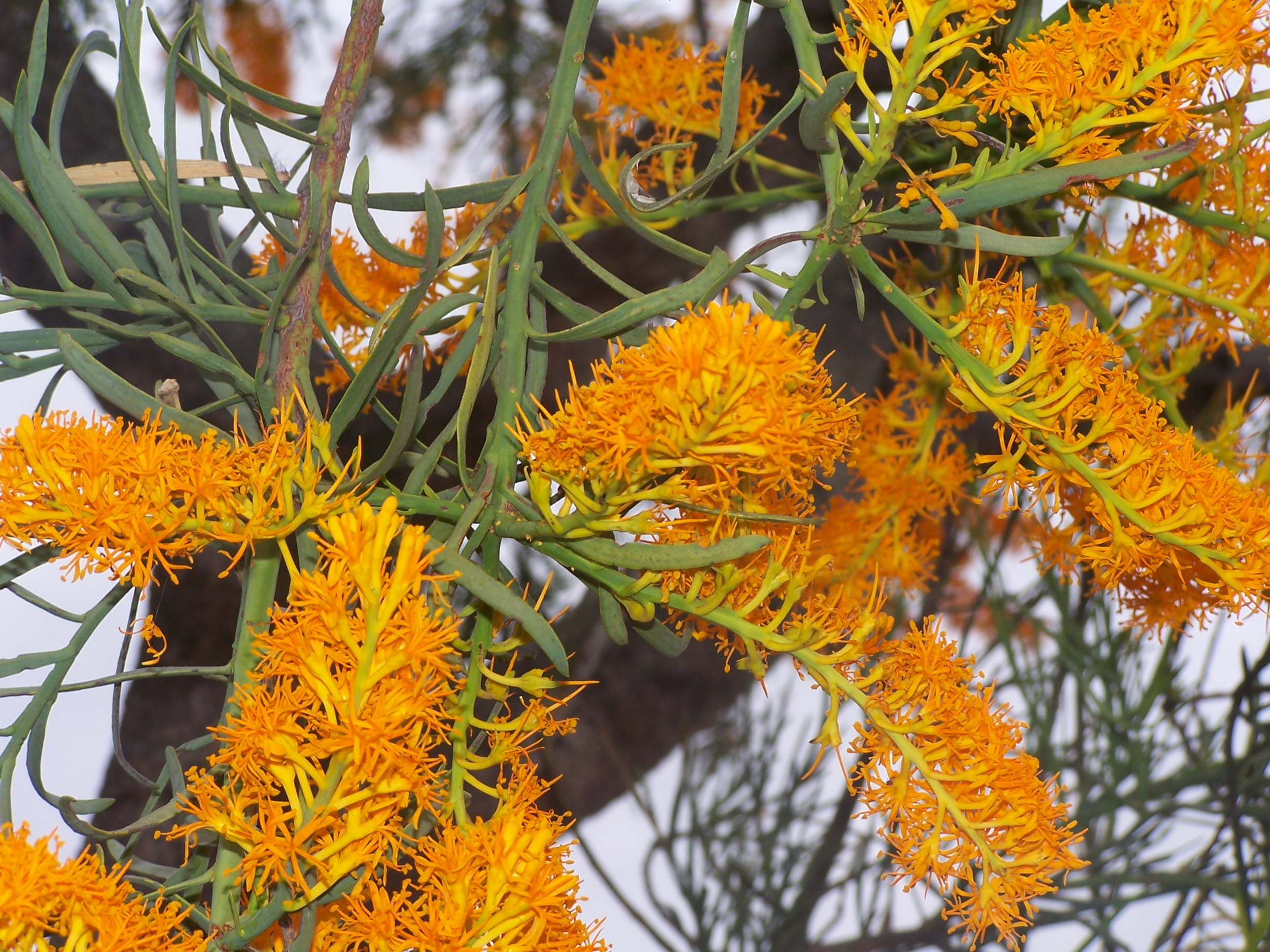
Nuytsia floribunda

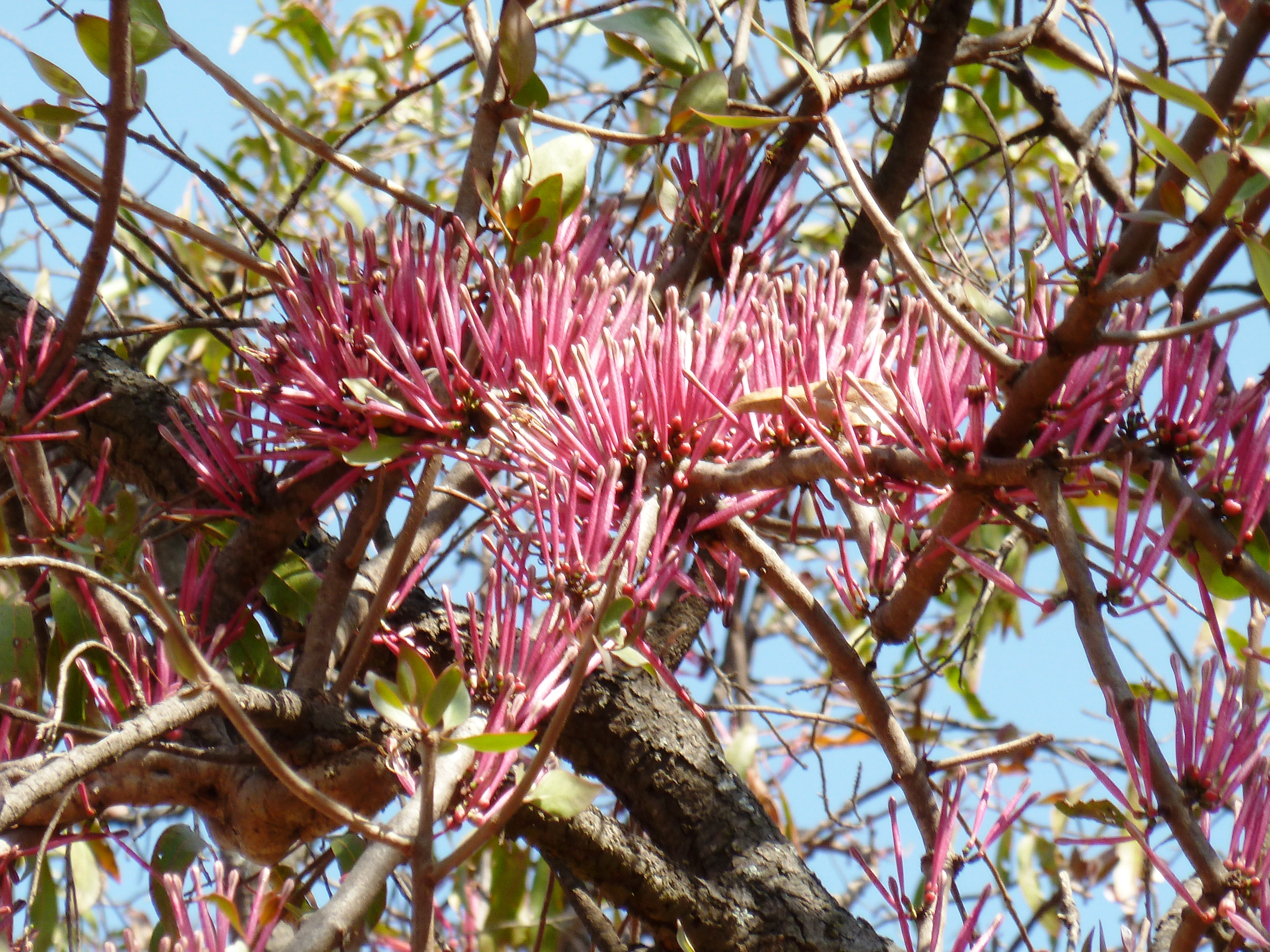
Tapinanthus rubromarginatus

## Charakterystyka
Przeważnie krzewinki, rzadziej rośliny zielne. Są to zielone (zawierające chlorofile) półpasożyty drzew i krzewów wrastające do ich pni ssawkami. Tylko niektóre zakorzeniają się w glebie. 
LiścieUlistnienie naprzeciwległe albo okółkowe. Pospolite są kandelabrowate włoski. Szparki przeważnie typu rubiaceus. Mezofil jest grzbietobrzuszny albo izobilateralny, bądź złożony z komórek izodiametrycznych.
KwiatyZebrane w grona lub wierzchotki, często zapylane przez ptaki i owady.
OwocJagoda lub pestkowiec.
Cechy anatomicznePerycykl zawiera izolowane grupy włókien. Szczawian wapnia: pojedyncze kryształy lub druzy.

## Systematyka
W niektórych systemach klasyfikacyjnych do gązewnikowatych zaliczano jemiołowate jako podrodzinę Viscoideae. Mimo pewnych podobieństw okazało się jednak, że grupy te po połączeniu nie tworzą taksonu monofiletycznego. 
Pozycja według Angiosperm Phylogeny Website (aktualizowany system APG IV z 2016)
|  | Ximeniaceae                                                                |
|  |                                                                            |
|  | \| \| Aptandraceae \| \| \| \| \| \| Olacaceae przemierżlowate \| \| \| \| |
|  |                                                                            |
|  | Aptandraceae                                                               |
|  |                                                                            |
|  | Olacaceae przemierżlowate                                                  |
|  |                                                                            |

|  | Aptandraceae              |
|  |                           |
|  | Olacaceae przemierżlowate |
|  |                           |

|  | Opiliaceae                                                     |
|  |                                                                |
|  | Santalaceae sandałowcowate (w tym dawne jemiołowate Viscaceae) |
|  |                                                                |

|  | Loranthaceae gązewnikowate |
|  |                            |
|  | Mystropetalaceae           |
|  |                            |

|  | Misodendraceae |
|  |                |
|  | Schoepfiaceae  |
|  |                |

|  | Loranthaceae gązewnikowate |
|  |                            |
|  | Mystropetalaceae           |
|  |                            |

|  | Misodendraceae |
|  |                |
|  | Schoepfiaceae  |
|  |                |

|  | Opiliaceae                                                     |
|  |                                                                |
|  | Santalaceae sandałowcowate (w tym dawne jemiołowate Viscaceae) |
|  |                                                                |

|  | Loranthaceae gązewnikowate |
|  |                            |
|  | Mystropetalaceae           |
|  |                            |

|  | Misodendraceae |
|  |                |
|  | Schoepfiaceae  |
|  |                |

|  | Loranthaceae gązewnikowate |
|  |                            |
|  | Mystropetalaceae           |
|  |                            |

|  | Misodendraceae |
|  |                |
|  | Schoepfiaceae  |
|  |                |

|  | Opiliaceae                                                     |
|  |                                                                |
|  | Santalaceae sandałowcowate (w tym dawne jemiołowate Viscaceae) |
|  |                                                                |

|  | Loranthaceae gązewnikowate |
|  |                            |
|  | Mystropetalaceae           |
|  |                            |

|  | Misodendraceae |
|  |                |
|  | Schoepfiaceae  |
|  |                |

|  | Loranthaceae gązewnikowate |
|  |                            |
|  | Mystropetalaceae           |
|  |                            |

|  | Misodendraceae |
|  |                |
|  | Schoepfiaceae  |
|  |                |

|  | Opiliaceae                                                     |
|  |                                                                |
|  | Santalaceae sandałowcowate (w tym dawne jemiołowate Viscaceae) |
|  |                                                                |

|  | Loranthaceae gązewnikowate |
|  |                            |
|  | Mystropetalaceae           |
|  |                            |

|  | Misodendraceae |
|  |                |
|  | Schoepfiaceae  |
|  |                |

|  | Loranthaceae gązewnikowate |
|  |                            |
|  | Mystropetalaceae           |
|  |                            |

|  | Misodendraceae |
|  |                |
|  | Schoepfiaceae  |
|  |                |

|  | Opiliaceae                                                     |
|  |                                                                |
|  | Santalaceae sandałowcowate (w tym dawne jemiołowate Viscaceae) |
|  |                                                                |

|  | Loranthaceae gązewnikowate |
|  |                            |
|  | Mystropetalaceae           |
|  |                            |

|  | Misodendraceae |
|  |                |
|  | Schoepfiaceae  |
|  |                |

|  | Loranthaceae gązewnikowate |
|  |                            |
|  | Mystropetalaceae           |
|  |                            |

|  | Misodendraceae |
|  |                |
|  | Schoepfiaceae  |
|  |                |

|  | Opiliaceae                                                     |
|  |                                                                |
|  | Santalaceae sandałowcowate (w tym dawne jemiołowate Viscaceae) |
|  |                                                                |

|  | Loranthaceae gązewnikowate |
|  |                            |
|  | Mystropetalaceae           |
|  |                            |

|  | Misodendraceae |
|  |                |
|  | Schoepfiaceae  |
|  |                |

|  | Loranthaceae gązewnikowate |
|  |                            |
|  | Mystropetalaceae           |
|  |                            |

|  | Misodendraceae |
|  |                |
|  | Schoepfiaceae  |
|  |                |

|  | Opiliaceae                                                     |
|  |                                                                |
|  | Santalaceae sandałowcowate (w tym dawne jemiołowate Viscaceae) |
|  |                                                                |

|  | Loranthaceae gązewnikowate |
|  |                            |
|  | Mystropetalaceae           |
|  |                            |

|  | Misodendraceae |
|  |                |
|  | Schoepfiaceae  |
|  |                |

|  | Loranthaceae gązewnikowate |
|  |                            |
|  | Mystropetalaceae           |
|  |                            |

|  | Misodendraceae |
|  |                |
|  | Schoepfiaceae  |
|  |                |

|  | Opiliaceae                                                     |
|  |                                                                |
|  | Santalaceae sandałowcowate (w tym dawne jemiołowate Viscaceae) |
|  |                                                                |

|  | Loranthaceae gązewnikowate |
|  |                            |
|  | Mystropetalaceae           |
|  |                            |

|  | Misodendraceae |
|  |                |
|  | Schoepfiaceae  |
|  |                |

|  | Loranthaceae gązewnikowate |
|  |                            |
|  | Mystropetalaceae           |
|  |                            |

|  | Misodendraceae |
|  |                |
|  | Schoepfiaceae  |
|  |                |

|  | Ximeniaceae                                                                |
|  |                                                                            |
|  | \| \| Aptandraceae \| \| \| \| \| \| Olacaceae przemierżlowate \| \| \| \| |
|  |                                                                            |
|  | Aptandraceae                                                               |
|  |                                                                            |
|  | Olacaceae przemierżlowate                                                  |
|  |                                                                            |

|  | Aptandraceae              |
|  |                           |
|  | Olacaceae przemierżlowate |
|  |                           |

|  | Opiliaceae                                                     |
|  |                                                                |
|  | Santalaceae sandałowcowate (w tym dawne jemiołowate Viscaceae) |
|  |                                                                |

|  | Loranthaceae gązewnikowate |
|  |                            |
|  | Mystropetalaceae           |
|  |                            |

|  | Misodendraceae |
|  |                |
|  | Schoepfiaceae  |
|  |                |

|  | Loranthaceae gązewnikowate |
|  |                            |
|  | Mystropetalaceae           |
|  |                            |

|  | Misodendraceae |
|  |                |
|  | Schoepfiaceae  |
|  |                |

|  | Opiliaceae                                                     |
|  |                                                                |
|  | Santalaceae sandałowcowate (w tym dawne jemiołowate Viscaceae) |
|  |                                                                |

|  | Loranthaceae gązewnikowate |
|  |                            |
|  | Mystropetalaceae           |
|  |                            |

|  | Misodendraceae |
|  |                |
|  | Schoepfiaceae  |
|  |                |

|  | Loranthaceae gązewnikowate |
|  |                            |
|  | Mystropetalaceae           |
|  |                            |

|  | Misodendraceae |
|  |                |
|  | Schoepfiaceae  |
|  |                |

|  | Opiliaceae                                                     |
|  |                                                                |
|  | Santalaceae sandałowcowate (w tym dawne jemiołowate Viscaceae) |
|  |                                                                |

|  | Loranthaceae gązewnikowate |
|  |                            |
|  | Mystropetalaceae           |
|  |                            |

|  | Misodendraceae |
|  |                |
|  | Schoepfiaceae  |
|  |                |

|  | Loranthaceae gązewnikowate |
|  |                            |
|  | Mystropetalaceae           |
|  |                            |

|  | Misodendraceae |
|  |                |
|  | Schoepfiaceae  |
|  |                |

|  | Opiliaceae                                                     |
|  |                                                                |
|  | Santalaceae sandałowcowate (w tym dawne jemiołowate Viscaceae) |
|  |                                                                |

|  | Loranthaceae gązewnikowate |
|  |                            |
|  | Mystropetalaceae           |
|  |                            |

|  | Misodendraceae |
|  |                |
|  | Schoepfiaceae  |
|  |                |

|  | Loranthaceae gązewnikowate |
|  |                            |
|  | Mystropetalaceae           |
|  |                            |

|  | Misodendraceae |
|  |                |
|  | Schoepfiaceae  |
|  |                |

|  | Opiliaceae                                                     |
|  |                                                                |
|  | Santalaceae sandałowcowate (w tym dawne jemiołowate Viscaceae) |
|  |                                                                |

|  | Loranthaceae gązewnikowate |
|  |                            |
|  | Mystropetalaceae           |
|  |                            |

|  | Misodendraceae |
|  |                |
|  | Schoepfiaceae  |
|  |                |

|  | Loranthaceae gązewnikowate |
|  |                            |
|  | Mystropetalaceae           |
|  |                            |

|  | Misodendraceae |
|  |                |
|  | Schoepfiaceae  |
|  |                |

|  | Opiliaceae                                                     |
|  |                                                                |
|  | Santalaceae sandałowcowate (w tym dawne jemiołowate Viscaceae) |
|  |                                                                |

|  | Loranthaceae gązewnikowate |
|  |                            |
|  | Mystropetalaceae           |
|  |                            |

|  | Misodendraceae |
|  |                |
|  | Schoepfiaceae  |
|  |                |

|  | Loranthaceae gązewnikowate |
|  |                            |
|  | Mystropetalaceae           |
|  |                            |

|  | Misodendraceae |
|  |                |
|  | Schoepfiaceae  |
|  |                |

|  | Opiliaceae                                                     |
|  |                                                                |
|  | Santalaceae sandałowcowate (w tym dawne jemiołowate Viscaceae) |
|  |                                                                |

|  | Loranthaceae gązewnikowate |
|  |                            |
|  | Mystropetalaceae           |
|  |                            |

|  | Misodendraceae |
|  |                |
|  | Schoepfiaceae  |
|  |                |

|  | Loranthaceae gązewnikowate |
|  |                            |
|  | Mystropetalaceae           |
|  |                            |

|  | Misodendraceae |
|  |                |
|  | Schoepfiaceae  |
|  |                |

|  | Opiliaceae                                                     |
|  |                                                                |
|  | Santalaceae sandałowcowate (w tym dawne jemiołowate Viscaceae) |
|  |                                                                |

|  | Loranthaceae gązewnikowate |
|  |                            |
|  | Mystropetalaceae           |
|  |                            |

|  | Misodendraceae |
|  |                |
|  | Schoepfiaceae  |
|  |                |

|  | Loranthaceae gązewnikowate |
|  |                            |
|  | Mystropetalaceae           |
|  |                            |

|  | Misodendraceae |
|  |                |
|  | Schoepfiaceae  |
|  |                |

|  | Ximeniaceae                                                                |
|  |                                                                            |
|  | \| \| Aptandraceae \| \| \| \| \| \| Olacaceae przemierżlowate \| \| \| \| |
|  |                                                                            |
|  | Aptandraceae                                                               |
|  |                                                                            |
|  | Olacaceae przemierżlowate                                                  |
|  |                                                                            |

|  | Aptandraceae              |
|  |                           |
|  | Olacaceae przemierżlowate |
|  |                           |

|  | Opiliaceae                                                     |
|  |                                                                |
|  | Santalaceae sandałowcowate (w tym dawne jemiołowate Viscaceae) |
|  |                                                                |

|  | Loranthaceae gązewnikowate |
|  |                            |
|  | Mystropetalaceae           |
|  |                            |

|  | Misodendraceae |
|  |                |
|  | Schoepfiaceae  |
|  |                |

|  | Loranthaceae gązewnikowate |
|  |                            |
|  | Mystropetalaceae           |
|  |                            |

|  | Misodendraceae |
|  |                |
|  | Schoepfiaceae  |
|  |                |

|  | Opiliaceae                                                     |
|  |                                                                |
|  | Santalaceae sandałowcowate (w tym dawne jemiołowate Viscaceae) |
|  |                                                                |

|  | Loranthaceae gązewnikowate |
|  |                            |
|  | Mystropetalaceae           |
|  |                            |

|  | Misodendraceae |
|  |                |
|  | Schoepfiaceae  |
|  |                |

|  | Loranthaceae gązewnikowate |
|  |                            |
|  | Mystropetalaceae           |
|  |                            |

|  | Misodendraceae |
|  |                |
|  | Schoepfiaceae  |
|  |                |

|  | Opiliaceae                                                     |
|  |                                                                |
|  | Santalaceae sandałowcowate (w tym dawne jemiołowate Viscaceae) |
|  |                                                                |

|  | Loranthaceae gązewnikowate |
|  |                            |
|  | Mystropetalaceae           |
|  |                            |

|  | Misodendraceae |
|  |                |
|  | Schoepfiaceae  |
|  |                |

|  | Loranthaceae gązewnikowate |
|  |                            |
|  | Mystropetalaceae           |
|  |                            |

|  | Misodendraceae |
|  |                |
|  | Schoepfiaceae  |
|  |                |

|  | Opiliaceae                                                     |
|  |                                                                |
|  | Santalaceae sandałowcowate (w tym dawne jemiołowate Viscaceae) |
|  |                                                                |

|  | Loranthaceae gązewnikowate |
|  |                            |
|  | Mystropetalaceae           |
|  |                            |

|  | Misodendraceae |
|  |                |
|  | Schoepfiaceae  |
|  |                |

|  | Loranthaceae gązewnikowate |
|  |                            |
|  | Mystropetalaceae           |
|  |                            |

|  | Misodendraceae |
|  |                |
|  | Schoepfiaceae  |
|  |                |

|  | Opiliaceae                                                     |
|  |                                                                |
|  | Santalaceae sandałowcowate (w tym dawne jemiołowate Viscaceae) |
|  |                                                                |

|  | Loranthaceae gązewnikowate |
|  |                            |
|  | Mystropetalaceae           |
|  |                            |

|  | Misodendraceae |
|  |                |
|  | Schoepfiaceae  |
|  |                |

|  | Loranthaceae gązewnikowate |
|  |                            |
|  | Mystropetalaceae           |
|  |                            |

|  | Misodendraceae |
|  |                |
|  | Schoepfiaceae  |
|  |                |

|  | Opiliaceae                                                     |
|  |                                                                |
|  | Santalaceae sandałowcowate (w tym dawne jemiołowate Viscaceae) |
|  |                                                                |

|  | Loranthaceae gązewnikowate |
|  |                            |
|  | Mystropetalaceae           |
|  |                            |

|  | Misodendraceae |
|  |                |
|  | Schoepfiaceae  |
|  |                |

|  | Loranthaceae gązewnikowate |
|  |                            |
|  | Mystropetalaceae           |
|  |                            |

|  | Misodendraceae |
|  |                |
|  | Schoepfiaceae  |
|  |                |

|  | Opiliaceae                                                     |
|  |                                                                |
|  | Santalaceae sandałowcowate (w tym dawne jemiołowate Viscaceae) |
|  |                                                                |

|  | Loranthaceae gązewnikowate |
|  |                            |
|  | Mystropetalaceae           |
|  |                            |

|  | Misodendraceae |
|  |                |
|  | Schoepfiaceae  |
|  |                |

|  | Loranthaceae gązewnikowate |
|  |                            |
|  | Mystropetalaceae           |
|  |                            |

|  | Misodendraceae |
|  |                |
|  | Schoepfiaceae  |
|  |                |

|  | Opiliaceae                                                     |
|  |                                                                |
|  | Santalaceae sandałowcowate (w tym dawne jemiołowate Viscaceae) |
|  |                                                                |

|  | Loranthaceae gązewnikowate |
|  |                            |
|  | Mystropetalaceae           |
|  |                            |

|  | Misodendraceae |
|  |                |
|  | Schoepfiaceae  |
|  |                |

|  | Loranthaceae gązewnikowate |
|  |                            |
|  | Mystropetalaceae           |
|  |                            |

|  | Misodendraceae |
|  |                |
|  | Schoepfiaceae  |
|  |                |

|  | Ximeniaceae                                                                |
|  |                                                                            |
|  | \| \| Aptandraceae \| \| \| \| \| \| Olacaceae przemierżlowate \| \| \| \| |
|  |                                                                            |
|  | Aptandraceae                                                               |
|  |                                                                            |
|  | Olacaceae przemierżlowate                                                  |
|  |                                                                            |

|  | Aptandraceae              |
|  |                           |
|  | Olacaceae przemierżlowate |
|  |                           |

|  | Opiliaceae                                                     |
|  |                                                                |
|  | Santalaceae sandałowcowate (w tym dawne jemiołowate Viscaceae) |
|  |                                                                |

|  | Loranthaceae gązewnikowate |
|  |                            |
|  | Mystropetalaceae           |
|  |                            |

|  | Misodendraceae |
|  |                |
|  | Schoepfiaceae  |
|  |                |

|  | Loranthaceae gązewnikowate |
|  |                            |
|  | Mystropetalaceae           |
|  |                            |

|  | Misodendraceae |
|  |                |
|  | Schoepfiaceae  |
|  |                |

|  | Opiliaceae                                                     |
|  |                                                                |
|  | Santalaceae sandałowcowate (w tym dawne jemiołowate Viscaceae) |
|  |                                                                |

|  | Loranthaceae gązewnikowate |
|  |                            |
|  | Mystropetalaceae           |
|  |                            |

|  | Misodendraceae |
|  |                |
|  | Schoepfiaceae  |
|  |                |

|  | Loranthaceae gązewnikowate |
|  |                            |
|  | Mystropetalaceae           |
|  |                            |

|  | Misodendraceae |
|  |                |
|  | Schoepfiaceae  |
|  |                |

|  | Opiliaceae                                                     |
|  |                                                                |
|  | Santalaceae sandałowcowate (w tym dawne jemiołowate Viscaceae) |
|  |                                                                |

|  | Loranthaceae gązewnikowate |
|  |                            |
|  | Mystropetalaceae           |
|  |                            |

|  | Misodendraceae |
|  |                |
|  | Schoepfiaceae  |
|  |                |

|  | Loranthaceae gązewnikowate |
|  |                            |
|  | Mystropetalaceae           |
|  |                            |

|  | Misodendraceae |
|  |                |
|  | Schoepfiaceae  |
|  |                |

|  | Opiliaceae                                                     |
|  |                                                                |
|  | Santalaceae sandałowcowate (w tym dawne jemiołowate Viscaceae) |
|  |                                                                |

|  | Loranthaceae gązewnikowate |
|  |                            |
|  | Mystropetalaceae           |
|  |                            |

|  | Misodendraceae |
|  |                |
|  | Schoepfiaceae  |
|  |                |

|  | Loranthaceae gązewnikowate |
|  |                            |
|  | Mystropetalaceae           |
|  |                            |

|  | Misodendraceae |
|  |                |
|  | Schoepfiaceae  |
|  |                |

|  | Opiliaceae                                                     |
|  |                                                                |
|  | Santalaceae sandałowcowate (w tym dawne jemiołowate Viscaceae) |
|  |                                                                |

|  | Loranthaceae gązewnikowate |
|  |                            |
|  | Mystropetalaceae           |
|  |                            |

|  | Misodendraceae |
|  |                |
|  | Schoepfiaceae  |
|  |                |

|  | Loranthaceae gązewnikowate |
|  |                            |
|  | Mystropetalaceae           |
|  |                            |

|  | Misodendraceae |
|  |                |
|  | Schoepfiaceae  |
|  |                |

|  | Opiliaceae                                                     |
|  |                                                                |
|  | Santalaceae sandałowcowate (w tym dawne jemiołowate Viscaceae) |
|  |                                                                |

|  | Loranthaceae gązewnikowate |
|  |                            |
|  | Mystropetalaceae           |
|  |                            |

|  | Misodendraceae |
|  |                |
|  | Schoepfiaceae  |
|  |                |

|  | Loranthaceae gązewnikowate |
|  |                            |
|  | Mystropetalaceae           |
|  |                            |

|  | Misodendraceae |
|  |                |
|  | Schoepfiaceae  |
|  |                |

|  | Opiliaceae                                                     |
|  |                                                                |
|  | Santalaceae sandałowcowate (w tym dawne jemiołowate Viscaceae) |
|  |                                                                |

|  | Loranthaceae gązewnikowate |
|  |                            |
|  | Mystropetalaceae           |
|  |                            |

|  | Misodendraceae |
|  |                |
|  | Schoepfiaceae  |
|  |                |

|  | Loranthaceae gązewnikowate |
|  |                            |
|  | Mystropetalaceae           |
|  |                            |

|  | Misodendraceae |
|  |                |
|  | Schoepfiaceae  |
|  |                |

|  | Opiliaceae                                                     |
|  |                                                                |
|  | Santalaceae sandałowcowate (w tym dawne jemiołowate Viscaceae) |
|  |                                                                |

|  | Loranthaceae gązewnikowate |
|  |                            |
|  | Mystropetalaceae           |
|  |                            |

|  | Misodendraceae |
|  |                |
|  | Schoepfiaceae  |
|  |                |

|  | Loranthaceae gązewnikowate |
|  |                            |
|  | Mystropetalaceae           |
|  |                            |

|  | Misodendraceae |
|  |                |
|  | Schoepfiaceae  |
|  |                |

|  | Ximeniaceae                                                                |
|  |                                                                            |
|  | \| \| Aptandraceae \| \| \| \| \| \| Olacaceae przemierżlowate \| \| \| \| |
|  |                                                                            |
|  | Aptandraceae                                                               |
|  |                                                                            |
|  | Olacaceae przemierżlowate                                                  |
|  |                                                                            |

|  | Aptandraceae              |
|  |                           |
|  | Olacaceae przemierżlowate |
|  |                           |

|  | Opiliaceae                                                     |
|  |                                                                |
|  | Santalaceae sandałowcowate (w tym dawne jemiołowate Viscaceae) |
|  |                                                                |

|  | Loranthaceae gązewnikowate |
|  |                            |
|  | Mystropetalaceae           |
|  |                            |

|  | Misodendraceae |
|  |                |
|  | Schoepfiaceae  |
|  |                |

|  | Loranthaceae gązewnikowate |
|  |                            |
|  | Mystropetalaceae           |
|  |                            |

|  | Misodendraceae |
|  |                |
|  | Schoepfiaceae  |
|  |                |

|  | Opiliaceae                                                     |
|  |                                                                |
|  | Santalaceae sandałowcowate (w tym dawne jemiołowate Viscaceae) |
|  |                                                                |

|  | Loranthaceae gązewnikowate |
|  |                            |
|  | Mystropetalaceae           |
|  |                            |

|  | Misodendraceae |
|  |                |
|  | Schoepfiaceae  |
|  |                |

|  | Loranthaceae gązewnikowate |
|  |                            |
|  | Mystropetalaceae           |
|  |                            |

|  | Misodendraceae |
|  |                |
|  | Schoepfiaceae  |
|  |                |

|  | Opiliaceae                                                     |
|  |                                                                |
|  | Santalaceae sandałowcowate (w tym dawne jemiołowate Viscaceae) |
|  |                                                                |

|  | Loranthaceae gązewnikowate |
|  |                            |
|  | Mystropetalaceae           |
|  |                            |

|  | Misodendraceae |
|  |                |
|  | Schoepfiaceae  |
|  |                |

|  | Loranthaceae gązewnikowate |
|  |                            |
|  | Mystropetalaceae           |
|  |                            |

|  | Misodendraceae |
|  |                |
|  | Schoepfiaceae  |
|  |                |

|  | Opiliaceae                                                     |
|  |                                                                |
|  | Santalaceae sandałowcowate (w tym dawne jemiołowate Viscaceae) |
|  |                                                                |

|  | Loranthaceae gązewnikowate |
|  |                            |
|  | Mystropetalaceae           |
|  |                            |

|  | Misodendraceae |
|  |                |
|  | Schoepfiaceae  |
|  |                |

|  | Loranthaceae gązewnikowate |
|  |                            |
|  | Mystropetalaceae           |
|  |                            |

|  | Misodendraceae |
|  |                |
|  | Schoepfiaceae  |
|  |                |

|  | Opiliaceae                                                     |
|  |                                                                |
|  | Santalaceae sandałowcowate (w tym dawne jemiołowate Viscaceae) |
|  |                                                                |

|  | Loranthaceae gązewnikowate |
|  |                            |
|  | Mystropetalaceae           |
|  |                            |

|  | Misodendraceae |
|  |                |
|  | Schoepfiaceae  |
|  |                |

|  | Loranthaceae gązewnikowate |
|  |                            |
|  | Mystropetalaceae           |
|  |                            |

|  | Misodendraceae |
|  |                |
|  | Schoepfiaceae  |
|  |                |

|  | Opiliaceae                                                     |
|  |                                                                |
|  | Santalaceae sandałowcowate (w tym dawne jemiołowate Viscaceae) |
|  |                                                                |

|  | Loranthaceae gązewnikowate |
|  |                            |
|  | Mystropetalaceae           |
|  |                            |

|  | Misodendraceae |
|  |                |
|  | Schoepfiaceae  |
|  |                |

|  | Loranthaceae gązewnikowate |
|  |                            |
|  | Mystropetalaceae           |
|  |                            |

|  | Misodendraceae |
|  |                |
|  | Schoepfiaceae  |
|  |                |

|  | Opiliaceae                                                     |
|  |                                                                |
|  | Santalaceae sandałowcowate (w tym dawne jemiołowate Viscaceae) |
|  |                                                                |

|  | Loranthaceae gązewnikowate |
|  |                            |
|  | Mystropetalaceae           |
|  |                            |

|  | Misodendraceae |
|  |                |
|  | Schoepfiaceae  |
|  |                |

|  | Loranthaceae gązewnikowate |
|  |                            |
|  | Mystropetalaceae           |
|  |                            |

|  | Misodendraceae |
|  |                |
|  | Schoepfiaceae  |
|  |                |

|  | Opiliaceae                                                     |
|  |                                                                |
|  | Santalaceae sandałowcowate (w tym dawne jemiołowate Viscaceae) |
|  |                                                                |

|  | Loranthaceae gązewnikowate |
|  |                            |
|  | Mystropetalaceae           |
|  |                            |

|  | Misodendraceae |
|  |                |
|  | Schoepfiaceae  |
|  |                |

|  | Loranthaceae gązewnikowate |
|  |                            |
|  | Mystropetalaceae           |
|  |                            |

|  | Misodendraceae |
|  |                |
|  | Schoepfiaceae  |
|  |                |

|  | Ximeniaceae                                                                |
|  |                                                                            |
|  | \| \| Aptandraceae \| \| \| \| \| \| Olacaceae przemierżlowate \| \| \| \| |
|  |                                                                            |
|  | Aptandraceae                                                               |
|  |                                                                            |
|  | Olacaceae przemierżlowate                                                  |
|  |                                                                            |

|  | Aptandraceae              |
|  |                           |
|  | Olacaceae przemierżlowate |
|  |                           |

|  | Opiliaceae                                                     |
|  |                                                                |
|  | Santalaceae sandałowcowate (w tym dawne jemiołowate Viscaceae) |
|  |                                                                |

|  | Loranthaceae gązewnikowate |
|  |                            |
|  | Mystropetalaceae           |
|  |                            |

|  | Misodendraceae |
|  |                |
|  | Schoepfiaceae  |
|  |                |

|  | Loranthaceae gązewnikowate |
|  |                            |
|  | Mystropetalaceae           |
|  |                            |

|  | Misodendraceae |
|  |                |
|  | Schoepfiaceae  |
|  |                |

|  | Opiliaceae                                                     |
|  |                                                                |
|  | Santalaceae sandałowcowate (w tym dawne jemiołowate Viscaceae) |
|  |                                                                |

|  | Loranthaceae gązewnikowate |
|  |                            |
|  | Mystropetalaceae           |
|  |                            |

|  | Misodendraceae |
|  |                |
|  | Schoepfiaceae  |
|  |                |

|  | Loranthaceae gązewnikowate |
|  |                            |
|  | Mystropetalaceae           |
|  |                            |

|  | Misodendraceae |
|  |                |
|  | Schoepfiaceae  |
|  |                |

|  | Opiliaceae                                                     |
|  |                                                                |
|  | Santalaceae sandałowcowate (w tym dawne jemiołowate Viscaceae) |
|  |                                                                |

|  | Loranthaceae gązewnikowate |
|  |                            |
|  | Mystropetalaceae           |
|  |                            |

|  | Misodendraceae |
|  |                |
|  | Schoepfiaceae  |
|  |                |

|  | Loranthaceae gązewnikowate |
|  |                            |
|  | Mystropetalaceae           |
|  |                            |

|  | Misodendraceae |
|  |                |
|  | Schoepfiaceae  |
|  |                |

|  | Opiliaceae                                                     |
|  |                                                                |
|  | Santalaceae sandałowcowate (w tym dawne jemiołowate Viscaceae) |
|  |                                                                |

|  | Loranthaceae gązewnikowate |
|  |                            |
|  | Mystropetalaceae           |
|  |                            |

|  | Misodendraceae |
|  |                |
|  | Schoepfiaceae  |
|  |                |

|  | Loranthaceae gązewnikowate |
|  |                            |
|  | Mystropetalaceae           |
|  |                            |

|  | Misodendraceae |
|  |                |
|  | Schoepfiaceae  |
|  |                |

|  | Opiliaceae                                                     |
|  |                                                                |
|  | Santalaceae sandałowcowate (w tym dawne jemiołowate Viscaceae) |
|  |                                                                |

|  | Loranthaceae gązewnikowate |
|  |                            |
|  | Mystropetalaceae           |
|  |                            |

|  | Misodendraceae |
|  |                |
|  | Schoepfiaceae  |
|  |                |

|  | Loranthaceae gązewnikowate |
|  |                            |
|  | Mystropetalaceae           |
|  |                            |

|  | Misodendraceae |
|  |                |
|  | Schoepfiaceae  |
|  |                |

|  | Opiliaceae                                                     |
|  |                                                                |
|  | Santalaceae sandałowcowate (w tym dawne jemiołowate Viscaceae) |
|  |                                                                |

|  | Loranthaceae gązewnikowate |
|  |                            |
|  | Mystropetalaceae           |
|  |                            |

|  | Misodendraceae |
|  |                |
|  | Schoepfiaceae  |
|  |                |

|  | Loranthaceae gązewnikowate |
|  |                            |
|  | Mystropetalaceae           |
|  |                            |

|  | Misodendraceae |
|  |                |
|  | Schoepfiaceae  |
|  |                |

|  | Opiliaceae                                                     |
|  |                                                                |
|  | Santalaceae sandałowcowate (w tym dawne jemiołowate Viscaceae) |
|  |                                                                |

|  | Loranthaceae gązewnikowate |
|  |                            |
|  | Mystropetalaceae           |
|  |                            |

|  | Misodendraceae |
|  |                |
|  | Schoepfiaceae  |
|  |                |

|  | Loranthaceae gązewnikowate |
|  |                            |
|  | Mystropetalaceae           |
|  |                            |

|  | Misodendraceae |
|  |                |
|  | Schoepfiaceae  |
|  |                |

|  | Opiliaceae                                                     |
|  |                                                                |
|  | Santalaceae sandałowcowate (w tym dawne jemiołowate Viscaceae) |
|  |                                                                |

|  | Loranthaceae gązewnikowate |
|  |                            |
|  | Mystropetalaceae           |
|  |                            |

|  | Misodendraceae |
|  |                |
|  | Schoepfiaceae  |
|  |                |

|  | Loranthaceae gązewnikowate |
|  |                            |
|  | Mystropetalaceae           |
|  |                            |

|  | Misodendraceae |
|  |                |
|  | Schoepfiaceae  |
|  |                |

|  | Ximeniaceae                                                                |
|  |                                                                            |
|  | \| \| Aptandraceae \| \| \| \| \| \| Olacaceae przemierżlowate \| \| \| \| |
|  |                                                                            |
|  | Aptandraceae                                                               |
|  |                                                                            |
|  | Olacaceae przemierżlowate                                                  |
|  |                                                                            |

|  | Aptandraceae              |
|  |                           |
|  | Olacaceae przemierżlowate |
|  |                           |

|  | Opiliaceae                                                     |
|  |                                                                |
|  | Santalaceae sandałowcowate (w tym dawne jemiołowate Viscaceae) |
|  |                                                                |

|  | Loranthaceae gązewnikowate |
|  |                            |
|  | Mystropetalaceae           |
|  |                            |

|  | Misodendraceae |
|  |                |
|  | Schoepfiaceae  |
|  |                |

|  | Loranthaceae gązewnikowate |
|  |                            |
|  | Mystropetalaceae           |
|  |                            |

|  | Misodendraceae |
|  |                |
|  | Schoepfiaceae  |
|  |                |

|  | Opiliaceae                                                     |
|  |                                                                |
|  | Santalaceae sandałowcowate (w tym dawne jemiołowate Viscaceae) |
|  |                                                                |

|  | Loranthaceae gązewnikowate |
|  |                            |
|  | Mystropetalaceae           |
|  |                            |

|  | Misodendraceae |
|  |                |
|  | Schoepfiaceae  |
|  |                |

|  | Loranthaceae gązewnikowate |
|  |                            |
|  | Mystropetalaceae           |
|  |                            |

|  | Misodendraceae |
|  |                |
|  | Schoepfiaceae  |
|  |                |

|  | Opiliaceae                                                     |
|  |                                                                |
|  | Santalaceae sandałowcowate (w tym dawne jemiołowate Viscaceae) |
|  |                                                                |

|  | Loranthaceae gązewnikowate |
|  |                            |
|  | Mystropetalaceae           |
|  |                            |

|  | Misodendraceae |
|  |                |
|  | Schoepfiaceae  |
|  |                |

|  | Loranthaceae gązewnikowate |
|  |                            |
|  | Mystropetalaceae           |
|  |                            |

|  | Misodendraceae |
|  |                |
|  | Schoepfiaceae  |
|  |                |

|  | Opiliaceae                                                     |
|  |                                                                |
|  | Santalaceae sandałowcowate (w tym dawne jemiołowate Viscaceae) |
|  |                                                                |

|  | Loranthaceae gązewnikowate |
|  |                            |
|  | Mystropetalaceae           |
|  |                            |

|  | Misodendraceae |
|  |                |
|  | Schoepfiaceae  |
|  |                |

|  | Loranthaceae gązewnikowate |
|  |                            |
|  | Mystropetalaceae           |
|  |                            |

|  | Misodendraceae |
|  |                |
|  | Schoepfiaceae  |
|  |                |

|  | Opiliaceae                                                     |
|  |                                                                |
|  | Santalaceae sandałowcowate (w tym dawne jemiołowate Viscaceae) |
|  |                                                                |

|  | Loranthaceae gązewnikowate |
|  |                            |
|  | Mystropetalaceae           |
|  |                            |

|  | Misodendraceae |
|  |                |
|  | Schoepfiaceae  |
|  |                |

|  | Loranthaceae gązewnikowate |
|  |                            |
|  | Mystropetalaceae           |
|  |                            |

|  | Misodendraceae |
|  |                |
|  | Schoepfiaceae  |
|  |                |

|  | Opiliaceae                                                     |
|  |                                                                |
|  | Santalaceae sandałowcowate (w tym dawne jemiołowate Viscaceae) |
|  |                                                                |

|  | Loranthaceae gązewnikowate |
|  |                            |
|  | Mystropetalaceae           |
|  |                            |

|  | Misodendraceae |
|  |                |
|  | Schoepfiaceae  |
|  |                |

|  | Loranthaceae gązewnikowate |
|  |                            |
|  | Mystropetalaceae           |
|  |                            |

|  | Misodendraceae |
|  |                |
|  | Schoepfiaceae  |
|  |                |

|  | Opiliaceae                                                     |
|  |                                                                |
|  | Santalaceae sandałowcowate (w tym dawne jemiołowate Viscaceae) |
|  |                                                                |

|  | Loranthaceae gązewnikowate |
|  |                            |
|  | Mystropetalaceae           |
|  |                            |

|  | Misodendraceae |
|  |                |
|  | Schoepfiaceae  |
|  |                |

|  | Loranthaceae gązewnikowate |
|  |                            |
|  | Mystropetalaceae           |
|  |                            |

|  | Misodendraceae |
|  |                |
|  | Schoepfiaceae  |
|  |                |

|  | Opiliaceae                                                     |
|  |                                                                |
|  | Santalaceae sandałowcowate (w tym dawne jemiołowate Viscaceae) |
|  |                                                                |

|  | Loranthaceae gązewnikowate |
|  |                            |
|  | Mystropetalaceae           |
|  |                            |

|  | Misodendraceae |
|  |                |
|  | Schoepfiaceae  |
|  |                |

|  | Loranthaceae gązewnikowate |
|  |                            |
|  | Mystropetalaceae           |
|  |                            |

|  | Misodendraceae |
|  |                |
|  | Schoepfiaceae  |
|  |                |

|  | Ximeniaceae                                                                |
|  |                                                                            |
|  | \| \| Aptandraceae \| \| \| \| \| \| Olacaceae przemierżlowate \| \| \| \| |
|  |                                                                            |
|  | Aptandraceae                                                               |
|  |                                                                            |
|  | Olacaceae przemierżlowate                                                  |
|  |                                                                            |

|  | Aptandraceae              |
|  |                           |
|  | Olacaceae przemierżlowate |
|  |                           |

|  | Opiliaceae                                                     |
|  |                                                                |
|  | Santalaceae sandałowcowate (w tym dawne jemiołowate Viscaceae) |
|  |                                                                |

|  | Loranthaceae gązewnikowate |
|  |                            |
|  | Mystropetalaceae           |
|  |                            |

|  | Misodendraceae |
|  |                |
|  | Schoepfiaceae  |
|  |                |

|  | Loranthaceae gązewnikowate |
|  |                            |
|  | Mystropetalaceae           |
|  |                            |

|  | Misodendraceae |
|  |                |
|  | Schoepfiaceae  |
|  |                |

|  | Opiliaceae                                                     |
|  |                                                                |
|  | Santalaceae sandałowcowate (w tym dawne jemiołowate Viscaceae) |
|  |                                                                |

|  | Loranthaceae gązewnikowate |
|  |                            |
|  | Mystropetalaceae           |
|  |                            |

|  | Misodendraceae |
|  |                |
|  | Schoepfiaceae  |
|  |                |

|  | Loranthaceae gązewnikowate |
|  |                            |
|  | Mystropetalaceae           |
|  |                            |

|  | Misodendraceae |
|  |                |
|  | Schoepfiaceae  |
|  |                |

|  | Opiliaceae                                                     |
|  |                                                                |
|  | Santalaceae sandałowcowate (w tym dawne jemiołowate Viscaceae) |
|  |                                                                |

|  | Loranthaceae gązewnikowate |
|  |                            |
|  | Mystropetalaceae           |
|  |                            |

|  | Misodendraceae |
|  |                |
|  | Schoepfiaceae  |
|  |                |

|  | Loranthaceae gązewnikowate |
|  |                            |
|  | Mystropetalaceae           |
|  |                            |

|  | Misodendraceae |
|  |                |
|  | Schoepfiaceae  |
|  |                |

|  | Opiliaceae                                                     |
|  |                                                                |
|  | Santalaceae sandałowcowate (w tym dawne jemiołowate Viscaceae) |
|  |                                                                |

|  | Loranthaceae gązewnikowate |
|  |                            |
|  | Mystropetalaceae           |
|  |                            |

|  | Misodendraceae |
|  |                |
|  | Schoepfiaceae  |
|  |                |

|  | Loranthaceae gązewnikowate |
|  |                            |
|  | Mystropetalaceae           |
|  |                            |

|  | Misodendraceae |
|  |                |
|  | Schoepfiaceae  |
|  |                |

|  | Opiliaceae                                                     |
|  |                                                                |
|  | Santalaceae sandałowcowate (w tym dawne jemiołowate Viscaceae) |
|  |                                                                |

|  | Loranthaceae gązewnikowate |
|  |                            |
|  | Mystropetalaceae           |
|  |                            |

|  | Misodendraceae |
|  |                |
|  | Schoepfiaceae  |
|  |                |

|  | Loranthaceae gązewnikowate |
|  |                            |
|  | Mystropetalaceae           |
|  |                            |

|  | Misodendraceae |
|  |                |
|  | Schoepfiaceae  |
|  |                |

|  | Opiliaceae                                                     |
|  |                                                                |
|  | Santalaceae sandałowcowate (w tym dawne jemiołowate Viscaceae) |
|  |                                                                |

|  | Loranthaceae gązewnikowate |
|  |                            |
|  | Mystropetalaceae           |
|  |                            |

|  | Misodendraceae |
|  |                |
|  | Schoepfiaceae  |
|  |                |

|  | Loranthaceae gązewnikowate |
|  |                            |
|  | Mystropetalaceae           |
|  |                            |

|  | Misodendraceae |
|  |                |
|  | Schoepfiaceae  |
|  |                |

|  | Opiliaceae                                                     |
|  |                                                                |
|  | Santalaceae sandałowcowate (w tym dawne jemiołowate Viscaceae) |
|  |                                                                |

|  | Loranthaceae gązewnikowate |
|  |                            |
|  | Mystropetalaceae           |
|  |                            |

|  | Misodendraceae |
|  |                |
|  | Schoepfiaceae  |
|  |                |

|  | Loranthaceae gązewnikowate |
|  |                            |
|  | Mystropetalaceae           |
|  |                            |

|  | Misodendraceae |
|  |                |
|  | Schoepfiaceae  |
|  |                |

|  | Opiliaceae                                                     |
|  |                                                                |
|  | Santalaceae sandałowcowate (w tym dawne jemiołowate Viscaceae) |
|  |                                                                |

|  | Loranthaceae gązewnikowate |
|  |                            |
|  | Mystropetalaceae           |
|  |                            |

|  | Misodendraceae |
|  |                |
|  | Schoepfiaceae  |
|  |                |

|  | Loranthaceae gązewnikowate |
|  |                            |
|  | Mystropetalaceae           |
|  |                            |

|  | Misodendraceae |
|  |                |
|  | Schoepfiaceae  |
|  |                |

Pozycja w systemie Reveala (1994-1999)
Gromada okrytonasienne (Magnoliophyta Cronquist), podgromada Magnoliophytina Frohne & U. Jensen ex Reveal, klasa Rosopsida Batsch, podklasa różowe (Rosidae Takht.), nadrząd Santalanae Thorne ex Reveal, rząd sandałowce (Santalales Dumort.), podrząd Loranthineae Engl., rodzina gązewnikowate (Loranthaceae Juss.).
Wykaz rodzajów
- Actinanthella Balle
- Aetanthus (Eichler) Engl.
- Agelanthus Tiegh.
- Alepis Tiegh.
- Amyema Tiegh.
- Amylotheca Tiegh.
- Atkinsonia F.Muell.
- Bakerella Tiegh.
- Barathranthus (Korth.) Miq.
- Benthamina Tiegh.
- Berhautia Balle
- Cecarria Barlow
- Cladocolea Tiegh.
- Cyne Danser
- Dactyliophora Tiegh.
- Decaisnina Tiegh.
- Dendropemon (Blume) Rchb.
- Dendrophthoe Mart.
- Desmaria Tiegh.
- Diplatia Tiegh.
- Distrianthes Danser
- Elytranthe (Blume) Blume
- Emelianthe Danser
- Englerina Tiegh.
- Erianthemum Tiegh.
- Gaiadendron G.Don
- Globimetula Tiegh.
- Helicanthes Danser
- Helixanthera Lour.
- Ileostylus Tiegh.
- Ixocactus Rizzini
- Kingella Tiegh.
- Lampas Danser
- Lepeostegeres Blume
- Lepidaria Tiegh.
- Ligaria Tiegh.
- Loranthus Jacq. – gązewnik
- Loxanthera (Blume) Blume
- Lysiana Tiegh.
- Macrosolen (Blume) Rchb.
- Moquiniella Balle
- Muellerina Tiegh.
- Notanthera (DC.) G.Don
- Nuytsia R.Br. ex G.Don – nujcja
- Oedina Tiegh.
- Oliverella Tiegh.
- Oncella Tiegh.
- Oncocalyx Tiegh.
- Oryctanthus (Griseb.) Eichler
- Oryctina Tiegh.
- Panamanthus Kuijt
- Papuanthes Danser
- Pedistylis Wiens
- Peraxilla Tiegh.
- Phragmanthera Tiegh.
- Phthirusa Mart.
- Plicosepalus Tiegh.
- Psathyranthus Ule
- Psittacanthus Mart.
- Rhizomonanthes Danser
- Scurrula L.
- Septulina Tiegh.
- Socratina Balle
- Sogerianthe Danser
- Spragueanella Balle
- Struthanthus Mart.
- Tapinanthus (Blume) Blume
- Taxillus Tiegh.
- Tetradyas Danser
- Thaumasianthes Danser
- Tolypanthus (Blume) Blume
- Trilepidea Tiegh.
- Tripodanthus (Eichler) Tiegh.
- Tristerix Mart.
- Trithecanthera Tiegh.
- Tupeia Cham. & Schltdl.
- Vanwykia Wiens